# Lucy in the Sky with Diamonds
«Lucy in the Sky with Diamonds» (en español, «Lucy en el cielo con diamantes») es una canción escrita por John Lennon (aunque acreditada a Lennon/McCartney) y grabada por la banda de rock The Beatles, lanzado al mercado el 26 de mayo de 1967 para el álbum Sgt. Pepper's Lonely Hearts Club Band.
La canción tiene un arreglo complejo, típico de las últimas composiciones de Lennon. La mayor parte de la canción está en compás de 3/4, excepto el estribillo, donde cambia a 4/4. Consiste en una melodía muy simple (rememorando una canción infantil) cantada por Lennon sobre un cada vez más complicado arreglo instrumental que contiene una tanpura, tocado por George Harrison y un órgano Lowrey, tocado por Paul McCartney, cuyo sonido fue alterado por Lennon y el productor George Martin.
La letra de la canción incluye versos cargados de imágenes que reflejan una travesía psicodélica describiendo un viaje en barco a través de un fantástico país de «flores de celofán» (cellophane flowers), «taxis de papel de periódico» (newspaper taxis) y «tartas de malvaviscos» (marshmallow pies); alternándose con el estribillo que simplemente repite el título de la canción.
McCartney dijo que «La canción, como podrán imaginar, es sobre una alucinación». Los Beatles, sin embargo, han mantenido constantemente que el hecho de que las iniciales del título formen la palabra LSD (Lucy in the Sky with Diamonds), nombre de la sustancia alucinógena, es pura coincidencia, ya que el título fue tomado de un dibujo del hijo de John, Julian Lennon y la letra se inspiró en la obra literaria Las aventuras de Alicia en el país de las maravillas.

## El dibujo de Julian
Según The Beatles, un día de 1967, el hijo de  John Lennon, Julian, llegó de la escuela con un dibujo, el cual dijo que era de su compañera de clase, una niña de cuatro años llamada Lucy. Cuando le enseñó el dibujo a su padre, el pequeño Julian lo describió como «Lucy - in the sky with diamonds».
Julian recuerda: «No sé por qué lo llamé así ni por qué estaba separado de mis otros dibujos, pero obviamente a esa edad sentía afecto hacia Lucy. Solía enseñarle a papá todo lo que hacía en la escuela y de este surgió la idea de hacer una canción sobre "Lucy in the sky with diamonds"».
El dibujo de Julian pareció haber inspirado a Lennon a dibujar compulsivamente sobre su infancia, concretamente sobre "Lana y Agua", capítulo de A través del espejo y lo que Alicia encontró allí de Lewis Carroll. Las letras fueron influidas por Carroll y por una parodia de un popular programa británico llamado The Goon Show donde hacían referencia a «plasticine ties» (corbatas de plastilina), que aparecieron en la canción como «Plasticine porters with looking glass ties». Las obras de Carroll también han sido citadas como influencia en los tres libros de Lennon: In His Own Write, A Spaniard in the Works y Skywriting by Word of Mouth.

## Inspiración
La Lucy de la canción hace referencia a Lucy O'Donnell, nacida en Weybridge en 1963 (el mismo año que el hijo de John), que se sentaba al lado de Julian en la Heath House School'. Julian y ella se han encontrado en alguna ocasión en los últimos años y Lucy aparece de vez en cuando en algún programa por el aniversario del Sgt. Pepper's. También aparece en el libro A Hard Days Write. Lucy vivió en Surbiton, Surrey; y dirigía una agencia de cuidadoras de niños que necesitan atención especial, hasta que cayó enferma de Psoriasis artropática y lupus. Murió el 22 de septiembre de 2009, a los 46 años.

## Referencia a las drogas y el título de la canción
Aunque Lennon y los Beatles han sido siempre sinceros sobre su consumo de drogas, durante décadas negaron que "Lucy in the sky with diamonds" tuviera algo que ver con la LSD. En una entrevista de 2004, Paul McCartney habló abiertamente sobre su etapa de consumo de drogas, revelando que canciones como "Day Tripper" y "Got To Get You Into My Life" fueron escritas sobre el LSD y la marihuana. Al preguntarle por "Lucy in the sky with diamonds", comentó que el dibujo de Julian había inspirado la canción, pero que era "bastante obvio" que la canción era sobre una alucinación.
En una entrevista de 1971 Lennon recordó haber oído decir cómo las iniciales del título formaban claramente LSD, y comprobando si pasaba lo mismo con otras composiciones de los Beatles, encontraron que las canciones «no deletreaban nada». En 1980 confirmó que las imágenes fueron sacadas de  Alicia en el país de las maravillas.
En The Beatles Anthology (2000), Ringo Starr afirmó que él estaba presente cuando Julian le enseñó a John ese «loco dibujo». Paul hace referencia a los ratos que John y él solían pasar en la sala de música de John intercambiando sugerencias para las letras diciendo «No nos dimos cuenta de las iniciales LSD hasta que fue cuestionado después, y en aquel momento nadie nos creyó».
Aunque los Beatles dijeron que no nombraron la canción por las siglas LSD, la canción fue ideada y grabada en una época en la que experimentaban frecuentemente con LSD y creaban mucha música bajo su influencia.
"Lucy" es también el nombre callejero para la LSD, aunque el término fue inspirado por el título de la canción y no al revés.

## Créditos
- John Lennon: voz principal, maracas.
- Paul McCartney: órgano (Lowery DSO Heritage Deluxe), bajo (Rickenbacker 4001s), armonía vocal.
- George Harrison: guitarra eléctrica (Fender Stratocaster), tanpura.
- Ringo Starr: batería (Ludwig Super Classic).
- George Martin (productor): piano (Hamburg Steinway Baby Grand).

## Versiones
- En enero de 1968, John Fred and the Playboy Band parodió la canción con su sencillo "Judy in Disguise (With Glasses)", que suena intencionadamente como "Lucy in the sky with diamonds." Sorprendentemente, su sencillo desplazó el "Hello Goodbye" de los Beatles de las listas de éxitos.

- La canción ha sido versionada desde entonces por muchos artistas, (como se ha hecho con docenas de canciones de los Beatles). Una versión del actor William Shatner incluida en su álbum "The Transformed Man", no tuvo éxito en la época, aunque se hizo muy conocida décadas después en Internet. Según fuentes, en algunas votaciones la versión de Shatner está considerada como una de las peores grabaciones de la historia de la música pop; aunque esta fama, quizás haya ayudado su carrera musical.

- La versión más exitosa fue grabada en 1974 por Elton John, que apareció en el documental musical de 1976 All This and World War II,  con coros y guitarra de John Lennon (bajo el seudónimo de "Dr. Winston O'Boogie"). La canción fue lanzada como sencillo y alcanzó el número 1 de las listas durante dos semanas en enero de 1975.

- Una versión muy diferente fue la del pianista John Bayless, un minueto al estilo de Bach.

- El cantante japonés Hyde (vocalista de la banda L'Arc~en~Ciel) realizó una versión de esta canción, siendo una cara B de su sencillo Horizon.

- En 1985 el cantante argentino Miguel Mateos lanza un cover llamado Lucy en la Tierra con Amantes, canción que se basó en Lucy in the Sky with Diamonds, aunque la letra en español es una crítica social, el nombre fue lanzado así intencionalmente como un tributo.
- En 1996 la cantante mexico-americana Betsy Pecanins realizó un cover de esta canción, la cual se incluyó en el disco Solo beatles.
- En 2014, la canción fue utilizada como tema principal para la telenovela brasileña Imperio, dicha versión fue grabada por el cantante anglo-brasileño Dan Torres.

- En 2014, la banda estadounidense The Flaming Lips publicó junto a Miley Cyrus una versión de «Lucy in the Sky with Diamonds».

- En 2018, el grupo Rufus T. Firefly versionaron "Lucy in the Sky with Diamonds", incluida en su álbum Loto, para el aniversario del álbum Sgt. Pepper's Lonely Hearts Club Band.

## Versión de Elton John
En 1974, el músico inglés Elton John lanzó una versión como sencillo. Grabado en Caribou Ranch, contó con coros y guitarra de John Lennon bajo el seudónimo de Dr. Winston O'Boogie (Winston es el segundo nombre de Lennon). El sencillo encabezó las listas de pop de Billboard de EE. UU. durante dos semanas en enero de 1975, así como la lista de sencillos nacionales de RPM de Canadá durante cuatro semanas, entre enero y febrero. El lado B del sencillo también era una composición de John Lennon, "One Day (At a Time)", del álbum Mind Games de Lennon de 1973.

### Desarrollo y lanzamiento

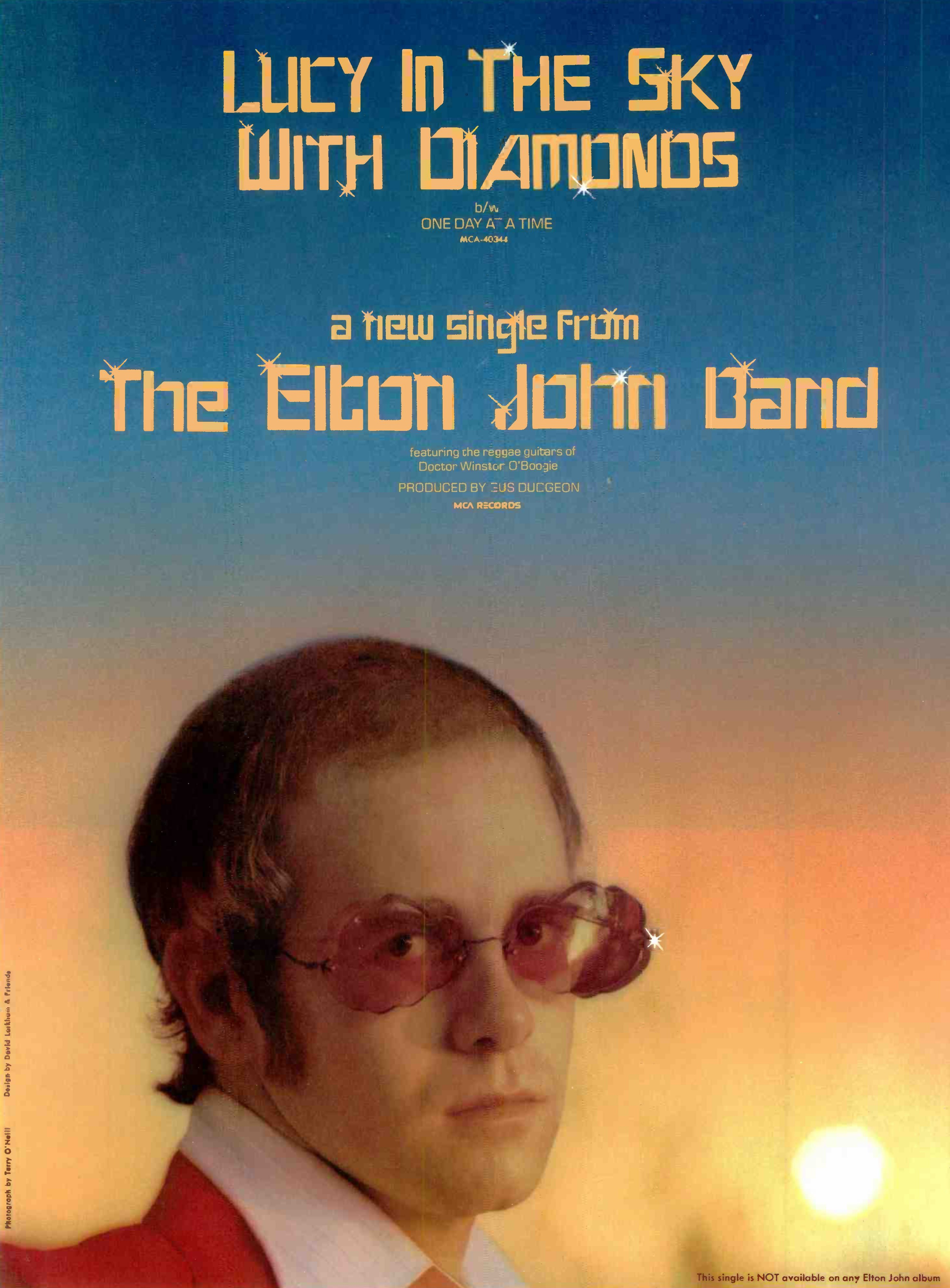
Anuncio comercial del sencillo en Cash Box.

En los Estados Unidos fue certificado Oro el 29 de enero de 1975 por la RIAA Durante su colaboración, Elton John apareció en la canción de John Lennon "Whatever Gets You Thru the Night". Lennon prometió aparecer en vivo con Elton en el Madison Square Garden si "Whatever Gets You Thru the Night" se convertía en un sencillo número uno. Lo hizo, y en la noche de Acción de Gracias, el 28 de noviembre de 1974, Lennon cumplió su promesa. Interpretaron "Lucy in the Sky with Diamonds", "Whatever Gets You thru the Night" y "I Saw Her Standing There" (que fue escrita principalmente por Paul McCartney). Es una de las dos canciones escritas por Lennon-McCartney para alcanzar el número uno en los EE. UU. por un artista que no sea The Beatles. El otro es "A World Without Love" grabado por Peter and Gordon en 1964.
Al presentar "Lucy in the Sky with Diamonds", Elton John dijo que creía que era "una de las mejores canciones jamás escritas". La canción "I Saw Her Standing There" cantada por Lennon (acreditada a la banda de Elton con John Lennon) se lanzó originalmente en 1975 en la cara B del sencillo "Philadelphia Freedom" de Elton John. En 1981, las tres canciones en vivo se publicaron el 28 de noviembre de 1974, un EP de Elton John. En 1990, las tres canciones estuvieron disponibles en el box set de Lennon. En 1996, también fueron incluidos en la edición remasterizada del álbum Here and There de Elton John. Elton John dijo una vez que "'Lucy in the Sky with Diamonds' es una canción que nunca hace en un concierto simplemente porque le recuerda demasiado a Lennon. Lo mismo ocurre con 'Empty Garden'". Fue parte de su repertorio estándar desde 1974 hasta 1976, y esporádicamente hasta 1998. También apareció en el documental musical de 1976 All This and World War II.

### Posicionamiento

#### Gráfica semanal
| Gráfica (1974–75)                         | Pico de posición |
| ----------------------------------------- | ---------------- |
| Alemania (Offizielle Top 100)             | 31               |
| Australia (Kent Music Report)             | 3                |
| Canadá (RPM Top Singles)                  | 1                |
| Estados Unidos (Billboard Hot 100)        | 1                |
| Estados Unidos (Cash Box Top 100 Singles) | 1                |
| Nueva Zelanda (Recorded Music NZ)         | 11               |

#### Gráfica de fin de año
| Gráfica (1975)                     | Pico de posición |
| ---------------------------------- | ---------------- |
| Australia (Kent Music Report)      | 33               |
| Canadá (RPM Top Singles)           | 7                |
| Estados Unidos (Billboard Hot 100) | 35               |

### Certificaciones y ventas
| País                                                     | Certificación | Ventas   |
| -------------------------------------------------------- | ------------- | -------- |
| Estados Unidos (RIAA)                                    | Oro           | 500 000* |
| *cifras de ventas basadas únicamente en la certificación |               |          |

## En la cultura popular
- La canción inspiró el nombre de un importante descubrimiento antropológico: los primeros restos de Australopithecus afarensis. El 30 de noviembre de 1974, Donald Johanson y Tom Gray descubrieron el esqueleto de un homínido hembra de 3.18 millones de años de antigüedad en Etiopía. La llamaron "Lucy" porque los investigadores escucharon «Lucy in the Sky with Diamonds» en una cinta de casete la noche del hallazgo.[17]
- En 1988 Frank Zappa cambió la letra de la canción para satirizar el escándalo sexual en el que estaba envuelto Jimmy Swaggart. Esta versión la llamó "Louisiana Hooker with Herpes". Debido a razones legales la canción no está disponible en el catálogo oficial de Zappa.

- El 13 de febrero de 2004 unos astrónomos de la universidad de Harvard anunciaron el descubrimiento de BMP 37093, un cuerpo celeste que parece ser una estrella de carbono. El carbono es el elemento del que se componen los diamantes, así que la llamaron "Lucy"; probablemente en referencia a la novela de ciencia ficción de Arthur C. Clarke, 2061: Odisea Tres (987), donde se especula que el núcleo de Júpiter podría ser un diamante del tamaño de La Tierra, formada por sedimentos de carbón de las capas exteriores. En la novela, cuando aparece un trozo de diamante del tamaño de una montaña en la luna de Júpiter, Europa; los personajes de Clarke, utilizan el código "Lucy" para comunicar el descubrimiento.

- En un episodio de Los Simpson, el dentista le da a Lisa óxido nitroso y alucina en una escena inspirada por la película de animación de los Beatles, Yellow Submarine. Lisa encuentra a los cuatro beatles en su submarino amarillo y George Harrison dice: "¡Mirad, es Lisa en el cielo!" ("Look. it's Lisa in the sky"), seguido de Lennon lamentándose "...pero sin diamantes" ("...no diamonds though").

- Katie Melua interpretó la canción en el Sharon Osbourne Show, en el Reino Unido.

- La canción adquiere un papel importante en la película "Yo soy Sam", protagonizada por Sean Penn, en la que llama a su hija (Dakota Fanning) "Lucy Diamond" por la canción.

- En Runaways, historieta de la editorial estadounidense Marvel, el personaje de Karolima Dean toma como nombre código (o clave) Lucy in the sky. Sus poderes de origen alienígena producen una estela psicodélica.

- En "Julie's In The Drug Squad" de The Clash se hace referencia también a Lucy en el cielo.

- El cómico Diego Capusotto (Peter) emite un programa radial llamado "Lucy en el cielo con Capusottos", haciendo referencia a la canción.

- En la canción Lilly town interpretada por la cantante francesa Alizée hay una mención de lucy  -"Un ciel si bleu qu'on peut y voir Lucy"-

- En la banda Warning  la canción (inspiration) describe una calle repleta de hippies y lucy mirando al cielo con flores y LSD en el pelo.

- Aparece en los créditos finales de la película musical Across The Universe, en una versión cantada por Bono.

- Gustavo Cerati, en su disco "Fuerza Natural" incluye la canción titulada "He visto a Lucy" haciendo claramente alusión a la canción de los Beatles.

- La banda estadounidense My Chemical Romance ha citado a «Lucy in the Sky with Diamonds» como una fuerte influencia para su canción «S/C/A/R/E/C/R/O/W», del año 2010.[18]

- El segundo episodio de la quinta temporada de Glee se llama Tina in the Sky with Diamonds, una clara referencia a la canción.

- El autor de la famosa serie de manga Fairy Tail, Hiro Mashima, se inspiró en esta canción para ponerle el nombre a uno de sus personajes principales (Lucy Heartfilia).

- En el segundo disco de Pink Floyd A Saucerful of Secrets en la pista Let There Be More Light retoma al personaje de "Lucy" con la frase:Los recuerdos se alejan como un torrente sinuoso, como Lucy en el cielo.

- La canción Diamonds de Rihanna, incluida en el séptimo álbum de estudio de la cantante Unapologetic (2012) contiene el verso "we are beautiful like diamonds in the sky..." en alusión al título de la canción de The Beatles y una referencia al éxtasis.

- Un Show Más tiene un nombre de un episodio llamado Rigby in the sky with Burrito

- En I Am The Walrus, también de The Beatles, se encuentra una referencia a este tema (...See how they fly like Lucy in the Sky, see how they run...)